# Alloblennius parvus
Alloblennius parvus är en fiskart som beskrevs av Springer och Spreitzer, 1978. Alloblennius parvus ingår i släktet Alloblennius och familjen Blenniidae. Inga underarter finns listade i Catalogue of Life.